# Királynék völgye 47
A Királynék völgye 47 (QV47) egy ókori egyiptomi sír a Királynék völgyében. Ahmesz hercegnő számára készült, aki a XVII. dinasztia uralkodásának végén, a XVIII. dinasztia elején élt. Valószínűleg ez az első, királyi családtag számára készült sír a völgyben.
A hercegnő valószínűleg túlélte féltestvérét, I. Jahmeszt, és unokaöccse, I. Amenhotep vagy az őt követő I. Thotmesz uralkodása alatt temették el. Sírja a völgy Jahmesz herceg völgyeként ismert mellékágában található. Egyetlen, négyszögletes helyiségből és az odavezető aknából áll. Már az ókorban kirabolták. A sírt John Gardner Wilkinson találta meg 1828-ban, tulajdonosát Champollion és Rossellini azonosították 1829-ben. Feltárását Ernesto Schiaparelli végezte el 1903-1905 közti ásatásai során. Ő találta meg a hercegnő múmiáját és temetkezési kellékeit, melyek ma a torinói Museo Egizio gyűjteményében vannak: szarkofágja töredékeit, bőrsarukat, valamint a Halottak Könyve húsz fejezetét vászonra írva. A tekercs 4 m hosszú és 1,5 m széles, és Schiaparelli korában a legrégebbi fennmaradt példánya volt ennek a szövegnek.